# Кокурин, Юрий Леонидович
Юрий Леонидович Кокурин (2 февраля 1926, Владимир, РСФСР — 7 июля 2013, Москва) — физик, астроном, специалист в области лазерной локации космических объектов.
Руководил проведением первых в Советском Союзе экспериментов по светолокации Луны и дальнейшим совершенствованием их методики. Одним из первых применил результаты лазерной локации Луны и искусственных спутников Земли (ИСЗ) для решения геодинамических задач. Руководил созданием первой в СССР сети из пяти лазерно-локационных станций «Крым», четыре из которых (в Кацивели, Риге, Киеве и Симеизе) продолжают работу поныне.
Ю. Л. Кокурин на протяжении более 50 лет был бессменным руководителем Крымской лазерной обсерватории Главной астрономической обсерватории Национальной академии наук Украины (КЛО ГАО НАНУ): до 1999 — Крымской лазерной обсерватории Физического института имени П. Н. Лебедева Российской академии наук (КЛО ФИАН), до 1992 — Крымской научной станции (КНС) ФИАН.

## Биография
Юрий Леонидович Кокурин родился во Владимире, бывшем в то время губернским центром РСФСР.
С 1945 года учился на физическом факультете Московского государственного университета имени М. В. Ломоносова, окончив кафедру строения вещества которого в 1948 году (со временем кафедра расширилась до отделения ядерной физики), получил квалификацию физика.
В 1951 году Ю. Л. Кокурин был зачислен на работу в Физический институт имени П. Н. Лебедева Академии наук СССР (ФИАН) в должности младшего научного сотрудника. При этом по совместительству работал ассистентом кафедры физики в Московском физико-техническом институте.
В 1952 г. защитил кандидатскую диссертацию на тему «К вопросу о составе космических лучей».
С первой половины 1950-х годов Ю. Л. Кокурин занимался изучением структуры ионосферы Земли радиоастрономическими методами в Крымской экспедиции ФИАН в посёлке Кацивели на Южном берегу Крыма. С 1954 года руководил группой. Продолжал исследования крупномасштабных неоднородностей в ионосфере до конца 1960-х годов.
В конце 1958 года Ю. Л. Кокурин был назначен начальником реорганизованной в научную станцию экспедиции ФИАН в Кацивели.
С 1959 г. — старший научный сотрудник.
В 1962 г. по предложению Н .Г. Басова организовал группу исследователей, которая начала подготовку и в 1963 г. осуществила первый в СССР сеанс светолокации Луны с помощью рубинового лазера на телескопе ЗТШ-2,6 Крымской астрофизической обсерватории. Аппаратура и методика совершенствовались, и в 1965 г. расстояние до поверхности Луны было измерено с наивысшей в то время точностью — около 200 м.
В 1967 году Ю. Л. Кокурин становится заведующим сектором ФИАН.
Дальнейшие работы по светолокации Луны проводились в рамках программы подготовки и доставки на Луну самоходных аппаратов «Луноход-1» и «Луноход-2» под руководством и при непосредственном участии Ю. Л. Кокурина: КНС ФИАН в сотрудничестве с французскими специалистами участвовала в создании и установке на оба лунохода уголковых светоотражателей. Для работы с ними был создан ряд моделей лазерных локаторов, последний из которых обладал точностью измерения расстояний до Луны порядка 10-20 см и до начала 1980-х годов использовался для регулярных наблюдений как советских (Луноход-1, —2), так и американских (Аполлон-11, —14, —15) светоотражателей.
В 1976 году Ю. Л. Кокурин защитил докторскую диссертацию на тему «Лазерная локация Луны».
В 1970-е годы Ю. Л. Кокурин принимал участие в разработке отечественных телескопов с адаптивной оптикой.
В начале 1980-х годов Ю. Л. Кокурин направляет деятельность КНС ФИАН на проведение исследований в области лазерной локации ИСЗ. В сотрудничестве с рядом научных и промышленных организаций была создана серия из пяти лазерно-локационных станций «Крым», которые должны были образовать сеть на территории СССР для решения научных и прикладных задач космической геодинамики. Станция в пгт. Кацивели была базовой. Лазерно-локационные наблюдения ИСЗ в КНС ФИАН начались в 1984 году.
В 1985 г. Ю. Л. Кокурин был награждён медалью «Ветеран труда».
С 1986 года — главный научный сотрудник.
С 1990 г. — заведующий лабораторией лазерных исследований космических объектов ФИАН, профессор.
После учреждения в 1992 году на базе КНС ФИАН Крымской лазерной обсерватории ФИАН становится её директором. В 1999 году КЛО ФИАН была переименована в Крымскую лазерную обсерваторию Главной астрономической обсерватории НАН Украины, директором которой Ю. Л. Кокурин оставался до осени 2010 года.